# Upeneichthys lineatus
Upeneichthys lineatus (Bloch & Schneider, 1801) è un pesce della famiglia Mullidae proveniente dall'oceano Pacifico.

## Descrizione
Il corpo è leggermente compresso sui lati e sull'addome; può raggiungere i 40 cm. Presenta una colorazione molto variabile, spesso con sfumature rossastre e rosa sul ventre. La pinna caudale è biforcuta.

## Distribuzione e habitat
Vive prevalentemente a profondità variabili da pochi metri ad alcune decine di metri, al largo soprattutto dell'Australia.